# Renato Negri
Renato Negri (n. 10 iunie 1968, Reggio Emilia, Italia)  este un organist italian.

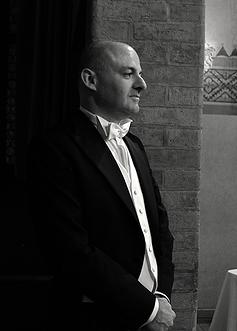
Renato Negri

Renato Negri a absolvit Conservatorul Arrigo Boito în Parma la clasa de orgă a prof. Stefano Innocenti. A urmat cursuri de improvizație liturgică la Roma în cadrul Conferinței Episcopale Italiene și a participat la numeroase cursuri de măestrie cu profesorii: Harald Vogel și Andre Isoir organizate de Conservatorul din Pistoia. A fost preșidentele Asociației Organiștilor Liturgici din Italia (1998-2007). 
Din anul 1995 până în 2001 a fost organist titulare, Kapelmaestru al Bisericii San Francesco da Paola din Reggio Emilia. În anul 2005 a luat naștere Festivalul Soli Deo Gloria, la inițiativa Departamentului de Cultură al Municipiului din Reggio Emilia și al Oficiului de Cultură și Patrimoniu din Dieceza de Reggio Emilia-Guastalla. Festivalul este cel mai mare festival de orgă din Italia; Renato Negri fiind directorul artistic al acestuia. 
De-alungul timpului festivalul a avut ca invitați numeroși muzicieni: Gustav Leonhardt, Simon Preston, Ton Koopman, Trevor Pinnock, Andreas Staier, Bob van Asperen, Sigiswald Kuijken, Patxi Montero, Ottavio Dantone, Jürgen Essl, Christophe Rousset, Daniel Oyarzabal, Olga Pashchenko, Marco Rizzi, Christoph Hammer, Jean Guillou, Michel Chapuis, André Isoir, Olivier Latry, Michael Radulescu, Roberto Cognazzo, Daniel Chorzempa, Wolfgang Rübsam, Pierre Bardon, Pierre Hantaï, Hopkinson Smith, Gabriele Cassone, Wijnand van de Pol, Enrico Gatti, Bruce Dickey, Pieter-Jan Belder, Rudolf Ewerhart, Bruce Dickey, James Goettsche.
Din anul 2006 este organistul titular în Teatrul Municipal Romolo Valli unde există o orgă Montesanti (1815) unde Renato Negri a înregistrat câteva CD-uri cu lucrări din creația lui Johann Sebastian Bach cu corul din Friuli Venezia Giulia și orchestra Capella Savaria din Ungaria.
Pe 23 decembrie 2012 a jucat în San Felice sul Panaro în biserica din Rivara grav afectată de cutremure în mai 2012. 
În 2017, Renato Negri a făcut un turneu în Europa Centrală, jucând în importante biserici din Austria și Cehia și participând la festivalul Timorgelfest din Timișoara.
În prezent Renato Negri este profesor de orgă la Institutul de Studii Muzicale din Reggio Emilia și Castelnovo ne' Monti, fiind colaborator pe probleme de management și organizator a mai multor evenimente culturale la aceeași instituție.
În scopuri educaționale și de diseminare, el organizează concerte pe organul virtual Hauptwerk.